# Pseudarctia rubrifemora
Pseudarctia rubrifemora är en fjärilsart som beskrevs av George Thomas Bethune-Baker 1913. Pseudarctia rubrifemora ingår i släktet Pseudarctia och familjen björnspinnare. Inga underarter finns listade i Catalogue of Life.